# Grinddalsfossen
Grinddalsfossen er et vandfald i Geiranger i Stranda kommune i Møre og Romsdal. Den ligger i Grinddalselva, en sideelv til Geirangerelva, som blev beskyttet mod udbygning til vandkraft i 1993 med Verneplan IV.